# Peter Lanyon
 Peter Lanyon  (* 8. Februar 1918 in St Ives (Cornwall); † 31. August 1964 in Taunton) war ein britischer Maler. Er war ein wichtiger Vertreter der britischen Abstrakten Kunst im 20. Jahrhundert.

## Leben
Peter Lanyon wuchs in St Ives auf. Er bekam nach der Schule Zeichenunterricht von Borlase Smart. Von 1937 an besuchte er die Penzance School of Art, später noch die Euston Road School. Er war ein Schüler von Ben Nicholson und Naum Gabo.
Peter Lanyon war Mitglied der britischen Malergruppe St Ives Group, zu der unter anderem Roger Hilton, Terry Frost, Patrick Heron, William Scott und Bryan Wynter gehörten. Im Jahr 1959 war Lanyon Teilnehmer der documenta 2 in Kassel in der Abteilung Malerei. Zu seinem künstlerische Repertoire gehört neben der Abstrakten Malerei auch kleine Plastiken, Keramiken und Collagen.
Lanyon starb im Alter von 46 Jahren an den Folgen eines Segelflugunfalls in Taunton und wurde in der St. Uny’s Church in Lelant begraben.